# Megaraptor

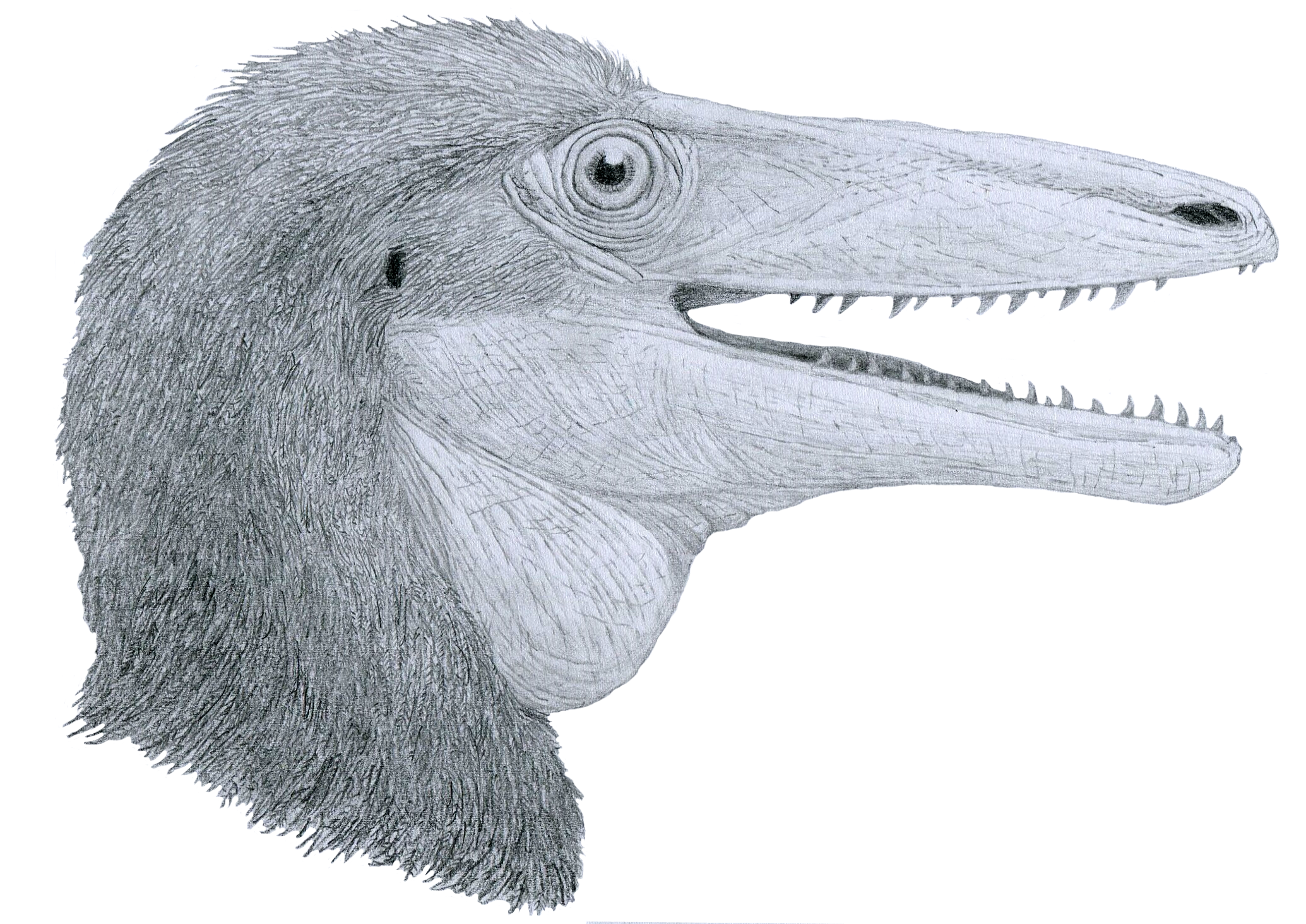
Megaraptor namunhuaiquii

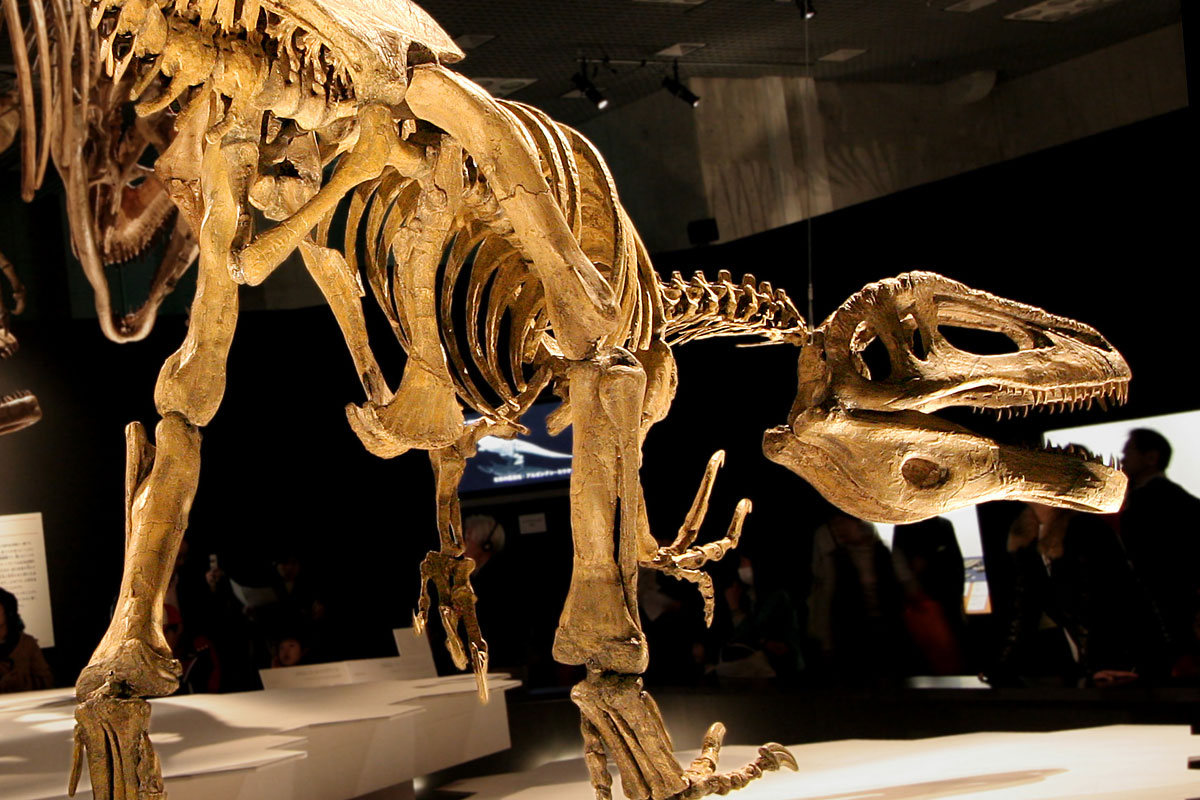
Skeletmodel van Megaraptor

Megaraptor (betekenis: "grote rover") is een geslacht van vleesetende dinosauriërs dat behoort tot de groep van Tetanurae. De typesoort is Megaraptor namunhuaiquii. Megaraptor leefde in het huidige Argentinië, tijdens het laat-Krijt. Fossielen wijzen aan dat dit dier waarschijnlijk tussen de zes en acht meter lang kon worden, hiermee was hij een van de grootste theropoden in zijn leefgebied.

## Vondst en naamgeving
Fossielen van Megaraptor zijn gevonden in 1996 in de Sierra del Portezuelo, tijdens een onderzoek van Fernando Emilio Novas, en al dat jaar in de wetenschappelijke literatuur vermeld. In 1998 gaf Novas de naam Megaraptor namunhuaiquii aan de fossielen. De geslachtsnaam betekent "grote rover" vanuit het Oudgrieks megas, "groot" het Latijn raptor, "rover". Het leek eerst te gaan om een lid van de Maniraptora, met name de Dromaeosauridae, omdat Novas dacht in een van de fossielen een sikkelklauw van de voet te herkennen. In de jaren negentig was het de gewoonte geworden om iedere dromaeosauride een "raptor" te noemen, naar analogie met de Velociraptor in Jurassic Park. Later bleek dat dit geen sikkelklauw was, maar een duimklauw. De soortaanduiding heeft ook haar oorsprong in deze vergissing want deze betekent "voet" (namun) -"lans" (huaiqui) in het Mapuche.
Het holotype, MCF-PVPH 79, is gevonden in een laag van de Portezueloformatie die dateert uit het Turonien-Coniacien, ongeveer negentig miljoen jaar oud. Het bestaat uit een zeer fragmentarisch skelet zonder schedel. Alleen botten van de ledematen werden gevonden. Bewaard zijn gebleven een ellepijp, een eerste kootje van de eerste vinger, een tweede kootje ofwel handklauw van de eerste vinger en de onderkant van een derde middenvoetsbeen.
Vanaf 2004 werden veel completere skeletten van Megaraptor beschreven. Dat jaar werd een vollediger skelet gemeld, specimen MUCPv 341, van een vermoedelijk zeven jaar oud dier, dat ook wat wervels, delen van de schoudergordel en een schaambeen van het bekken omvatte. In 2007 werden nog eens twee fossielen beschreven, de specimina MUCPv 412, betaande uit de onderkant van een ellepijp, en MUCPv 413, de bovenkant van het eerste kootje van de eerste vinger.
In 2014 werd twee aanvullende exemplaren beschreven. Een daarvan, specimen MUCPv 595, is het meest complete skelet dat tot nu toe van Megaraptor bekend is. Het omvat ook delen van de schedel, namelijk de snuit en de hersenpan, alsmede een groot deel van de wervelkolom naast de opperarmbeenderen en de schaambeenderen. Het is van een jong dier, naar schatting zes jaar oud. Het tweede, specimen MUCPv 1353, is van een volwassen dier van twaalf jaar oud. Het omvat delen van de voorpoten en een schaambeen. In 2015 werd de hand van het jonge dier in detail beschreven. In 2016 werd de hand vergeleken met die van de verwant Australovenator. In 2025 werd het opperarmbeen gemeld van een volwassen exemplaar.

## Beschrijving
Megaraptor is een grote theropode. In 2010 schatte Gregory S. Paul de lichaamslengte op acht meter, het gewicht op één ton.
In 2016 werd een aantal unieke kenmerken, autapomorfieën, van Megaraptor vastgesteld. Het eerste middenhandsbeen heeft een scherpe binnenste gewrichtsknobbel op het onderste scharniergewricht. De kootjes van de tweede vinger hebben richels langs de binnenste onderrand lopen. De handklauw van de eerste vinger is extreem verlengd en benadert de ellepijp in lengte.

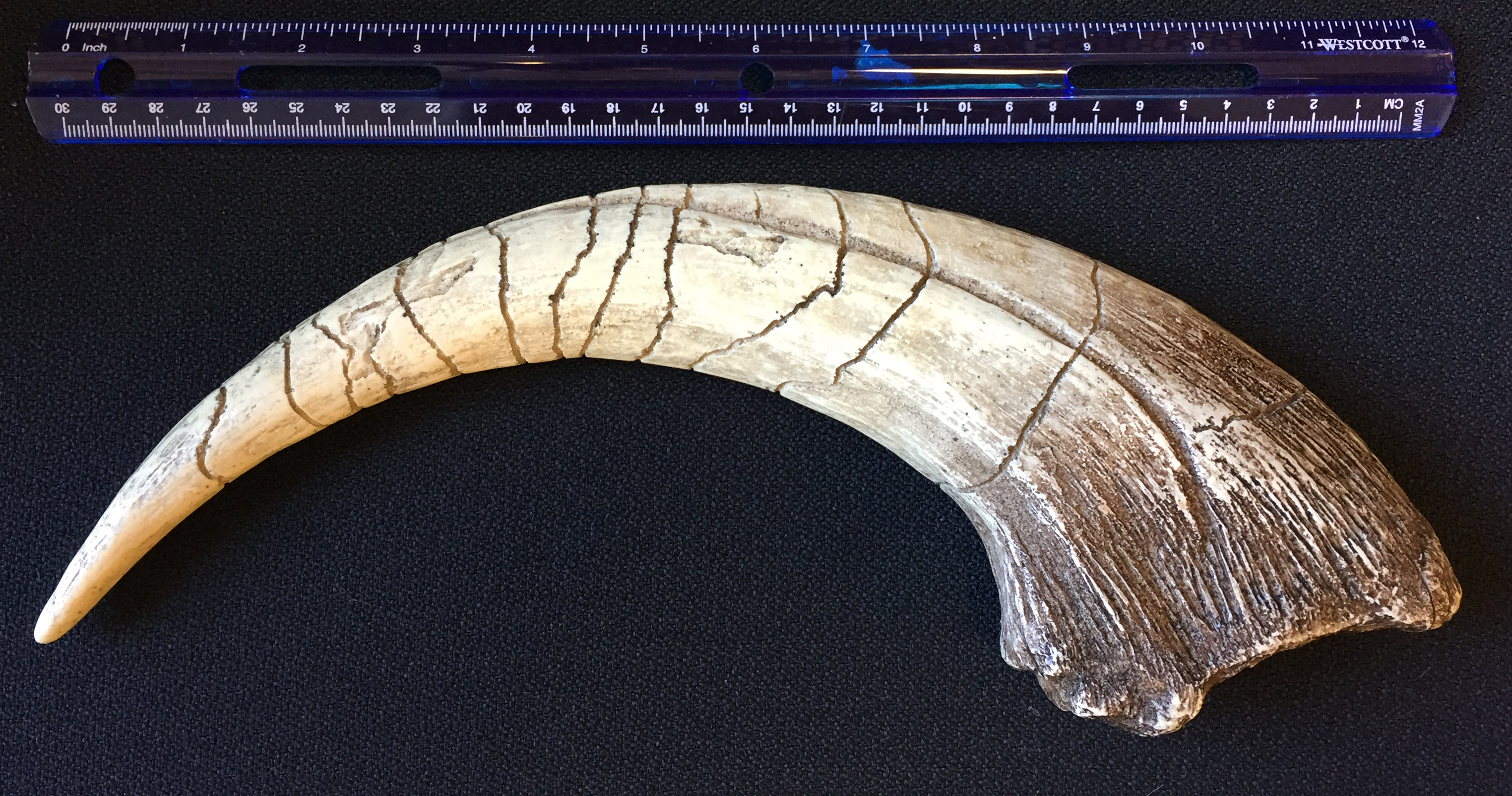
Een afgietsel van de beruchte duimklauw

Ook van sommige andere theropoden, zoals Deinocheirus, Therizinosaurus en Baryonyx, zijn zeer grote handklauwen bekend. De duimklauw van Megaraptor onderscheidt zich daarvan doordat zij niet alleen lang is met een lengte van 334 millimeter, maar ook sterk gekromd en uitlopend in een zeer spitse punt. Bij andere theropoden is het meestal zo dat het eerste middenhandsbeen asymmetrisch is. Dat heeft als gevolg dat als de hand gestrekt wordt, de eerste vinger uit het vlak van de andere vingers wordt geheven en de duimklauw afstaat van de rest van de hand. Dit diende vermoedelijk om de duim als wapen te gebruiken bij gevechten binnen de soort, waarmee een pijnlijke uithaal kon worden gemaakt. Bij de Megaraptoridae echter is het eerste middenhandsbeen symmetrisch zodat de duimklauw juist meer bewegingsvrijheid had tijdens de kromming en dieper in het lichaam van een slachtoffer kon worden gedreven. Er ontbreekt dan ook een groeve in de bovenkant van het eerste middenhandsbeen want de pees die de klauw strekte was niet zo sterk. De pees die de klauw kromde zat vast aan een bult aan de onderste basis daarvan. Typisch voor de megaraptoriden is dat die bult hoge facetten heeft voor een betere aanhechting; er werd met de klauw dus kennelijk een flinke kracht uitgeoefend. Daarop wijzen ook bepaalde andere eigenaardigheden van de groep. Het eerste kootje van de eerste vinger is overdwars verbreed. Het heeft ook over de onderkant in de lengterichting een trog lopen. Daarbij heeft de duimklauw aan de onderkant, dus over de binnenste kromming, een scherpe snijrand lopen en die is meer richting buitenkant geplaatst, dus aan de zijde van de tweede vinger. Het belang daarvan wordt duidelijk als we beseffen dat de hand van theropoden niet tot pronatie in staat is en dus niet met de palm naar beneden gekeerd kan worden. De duimklauw kon dus in de kromming slecht in het horizontale vlak naar binnen toe schade aanrichten. Door de snijrand in die positie aan de onderrand te hebben, kon de wond ook verticaal vergroot worden door de arm te heffen. De verticale beweeglijkheid van de hand wordt vergroot de een halvemaanvormig polsbeentje dat lijkt op dat van de Maniraptora die het gebruiken om de vleugel in te klappen. In het geval van Megaraptor is het echter dikker en onderaan bol. Een krachtige verticale beweging lijkt ook mogelijk te zijn gemaakt door de vorm van de ellepijp met een overdwars afgeplatte en verbrede processus olecrani, een uitsteeksel aan de bovenste achterkant voor de Musculus triceps brachii en een lage verticale bult aan de buitenkant van de schacht. De opperarmbeenderen zijn ook krachtig, met een robuuste, op die van basale Tetanurae lijkende bouw en een forse deltopectorale kam. Niet alles in de arm is zwaargebouwd. Het eerste middenhandsbeen is langgerekt en dat geldt ook voor het tweede. De tweede handklauw lijkt op de eerste maar is iets kleiner. De derde vinger is aanzienlijk zwakker ontwikkeld dan de andere twee, korter en dunner met maar een klein klauwtje.
De beschrijving van specimen MUCPv 595 leverde de eerste informatie over de schedel op. Die bleek heel anders dan gedacht en illustraties van vóór 2014 waren daarmee in één klap verouderd. Eerder werd aangenomen dat het dier een kop had die leek op die van Allosaurus, met een relatief korte en hoge snuit. In feite is de snuit zeer langwerpig met een relatief spitse punt en een driehoekig zijprofiel. Veel van die ruimte wordt in de zijwand gevuld door een langwerpige driehoekige fenestra antorbitalis. Nog langwerpiger is het neusgat dat de vorm heeft van een bijna horizontale spleet. De lange kaakrand biedt ruimte aan een groot aantal tanden. In de voorste praemaxilla staat het gebruikelijke getal van vier tanden. De hoeveelheid in de bovenkaaksbeenderen is bij theropoden echter vaak zeer variabel en beloopt hier per maxilla zeventien. In de eigenlijke schedel staan dus tweeënveertig tanden. Met die in de, overigens onbekende, onderkaken erbij gerekend, moet het totaal een tachtigtal bedragen hebben. De tanden zijn aan het spits sterk gekromd, zijn vrij scherp gepunt, en staan nogal schuin naar achteren. Ze zijn vrij klein, met een maximale hoogte van de maxillaire tandkroon van zeventien millimeter.

## Fylogenie

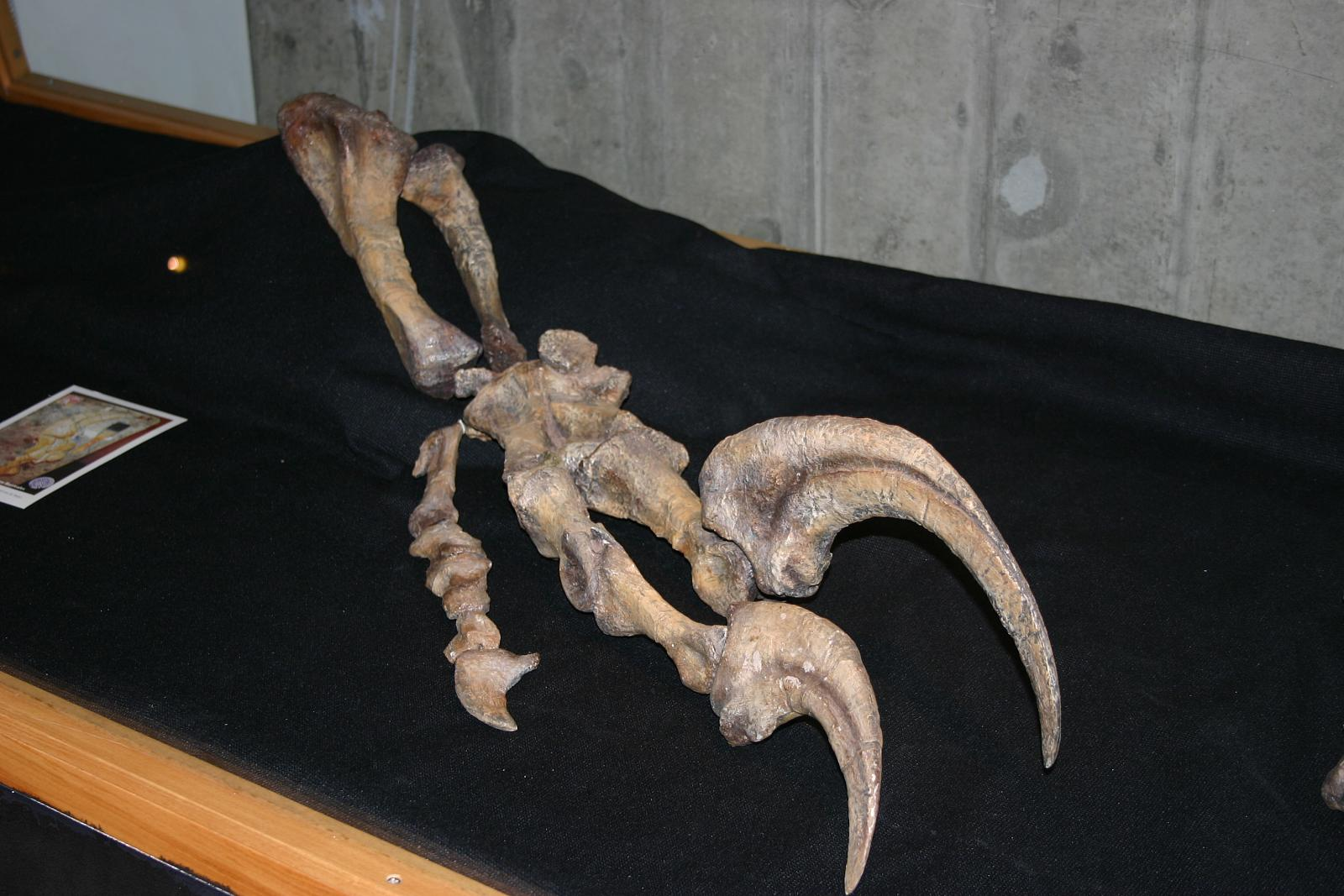
Afgietsel van de hand met de enorme duimklauw

Sinds duidelijk is dat Megaraptor niet bij de Maniraptora hoort, zijn er allerlei theorieën aan bod gekomen. In 2002 werd het dier basaal in de Tetanurae geplaatst. Megaraptor zou volgens een analyse uit 2004 bij de Carnosauria of bij de Carcharodontosaurinae behoren. Andere opvattingen waren nog dat Megaraptor een zustersoort van de Spinosauridae zou zijn. Sinds de beschrijving van Australovenator in 2008 wordt Megaraptor echter in zijn eigen groep geplaatst, namelijk de Megaraptora, die weer in de Carcharodontosauridae kan worden geplaatst, maar ook in de Tyrannosauroidea. Hier zijn de wetenschappers het nog niet over eens. Sommige onderzoekers plaatsen de soort in een Neovenatoridae, anderen in een eigen Megaraptoridae.
Het onderstaande kladogram geeft een stamboom met Megaraptor in een aftakking van de Carcharodontosauridae volgens aan analyse van Roger Benson uit 2010:
|  | Australovenator |
|  |                 |
|  | ?Rapator        |
|  |                 |
|  | Fukuiraptor     |
|  |                 |

|  | Aerosteon  |
|  |            |
|  | Megaraptor |
|  |            |

|  | Australovenator |
|  |                 |
|  | ?Rapator        |
|  |                 |
|  | Fukuiraptor     |
|  |                 |

|  | Aerosteon  |
|  |            |
|  | Megaraptor |
|  |            |

|  | Australovenator |
|  |                 |
|  | ?Rapator        |
|  |                 |
|  | Fukuiraptor     |
|  |                 |

|  | Aerosteon  |
|  |            |
|  | Megaraptor |
|  |            |

|  | Australovenator |
|  |                 |
|  | ?Rapator        |
|  |                 |
|  | Fukuiraptor     |
|  |                 |

|  | Aerosteon  |
|  |            |
|  | Megaraptor |
|  |            |

|  | Australovenator |
|  |                 |
|  | ?Rapator        |
|  |                 |
|  | Fukuiraptor     |
|  |                 |

|  | Aerosteon  |
|  |            |
|  | Megaraptor |
|  |            |

|  | Australovenator |
|  |                 |
|  | ?Rapator        |
|  |                 |
|  | Fukuiraptor     |
|  |                 |

|  | Aerosteon  |
|  |            |
|  | Megaraptor |
|  |            |

|  | Australovenator |
|  |                 |
|  | ?Rapator        |
|  |                 |
|  | Fukuiraptor     |
|  |                 |

|  | Aerosteon  |
|  |            |
|  | Megaraptor |
|  |            |

|  | Australovenator |
|  |                 |
|  | ?Rapator        |
|  |                 |
|  | Fukuiraptor     |
|  |                 |

|  | Aerosteon  |
|  |            |
|  | Megaraptor |
|  |            |

De studie uit 2016 naar de hand concludeerde dat die meer met de manus van de Carcharodontosauridae dan de Tyrannosauroidea overeenkwam, hoewel met die laatste groep wel punten van gelijkenis waren.

## Levenswijze
In 2006 werd de gedachte verworpen dat Megaraptor een aaseter was of met zijn klauw vissen uit het water sloeg. Geconcludeerd werd dat de grootte van de duimklauw, gecombineerd met de sterke ontwikkeling van de bult voor de pees van de krommende spier en de aanwezigheid van een scherp snijvlak in de interne kromming, erop wees dat de klauw als aanvalswapen tegen grote prooien gebruikt werd. In het leefgebied kwamen verschillende grote Sauropoda voor.
In 2007 werd uit het feit dat drie individuen bij elkaar werden aangetroffen afgeleid dat Megaraptor in jachtgroepen leefde.